# Прапор Кулішів
Пра́пор Куліші́в — офіційний символ села Куліші Ємільчинського району Житомирської області, затверджений 22 серпня 2013 р. рішенням № 231 XXIX сесії Кулішівської сільської ради VI скликання.

## Опис
Квадратне полотнище складається з двох рівновеликих горизонтальних смуг — синьої та зеленої. Смуги розділені по горизонталі вишивкою, на якій зображено чотири квітки барвінку з зеленими листками на білому.
Автори — Олександр Сергійович Левченко, Галина Миколаївна Фомішина, Надія Миколаївна Стецько, Галина Андріївна Ходоровська, Аліна Петрівна Максимчук.